# Оръдеен купол
Оръдейният купол или оръдейна кула е подвижна установка на ракетно, артилерийско или огнестрелно оръжие, разположено на бойна машина (кораб, танк, бронирана бойна машина) или укрепление с въртене по оста, като сектора на хоризонталния обстрел може да е ограничен от външни по отношение на кулата конструктивни елементи. В качеството на последните нерядко се използват куполни установки от бронирана техника, преоборудвани за стационарно разполагане. Основното му предназначение е разполагането/защитата на разчета и на вграденото въоръжение и оборудване.
Куполът разполага с броня, която осигуряваща защита на екипажа, оръдието, пусковата установка, прицела и системите за контрол на огъня. При дълговременните огневи съоръжения, танковете и големите бойни кораби (линкори и крайцери) защитата е цялостна и достатъчно дебела, докато при леките бронирани машини и кораби тя е частична и по-лека. Конструктивно кулата се състои от подвижен бронекорпус, който на подвижната основа (погон) лагерува върху топчета с долната (неподвижна) основа (долен погон) на подкуполната кошница, лист или палуба. Между погоните са разположени топчета, за намаляване на триенето при завъртането на кулата. Долния неподвижен погон и разположените в него топчета по същество представляват сачмен лагер, който дава опора на подвижния корпус на кулата, носещ теглото ѝ и намаляващ силата на съпротивление при завъртането ѝ в необходимото направление.
Механизмите, използвани за въртене на купола, включват електрическо, хидравлично, парно или пневматично задвижване.
Поставените в кулата възли и агрегати се определят от нейното предназначение. За оръдейната кула това са механизмите за нейното насочване по вертикала и хоризонтала, прицелни устройства. В случай на отсъствие на автоматизирана система или ако има изцяло механична система за зареждане там се намира оръдейния разчет. Управлението на огъня може да се извършва както вътре в нея, така и отдалечено посредством автоматика и телемеханика, жично или чрез радиокоманди. Кулите се делят на масивни (отлети) и сглобяеми. На кулите често има люкове, перископи, допълнителни елементи на активната броня (при танкове, бронемашини и т.н.). Често в задната част на кулата се помещава боезапас (снаряди, патрони и т.н.) Кулата може да бъде подвижна или неподвижна (най-често на САУ и ПТ-САУ). В кулата освен основното въоръжение може да се поставят картечница или малокалибрено оръдие, за увеличаване на огневата мощ.